# (6764) Kirillavrov
(6764) Kirillavrov ist ein Asteroid des inneren Hauptgürtels, der am 7. Oktober 1981 von der russischen Astronomin Ljudmila Iwanowna Tschernych am Krim-Observatorium (IAU-Code 095) in Nautschnyj, etwa 30 km von Simferopol entfernt, in der Ukraine entdeckt wurde.
Der Himmelskörper wurde am 24. Januar 2000 nach dem russischen Theater- und Filmschauspieler Kirill Jurjewitsch Lawrow (1925–2007) benannt, der diverse Charakterrollen am Großen Leningrader Theater, aber auch in Film- und Fernsehproduktionen spielte.